# 拉玛三世
帕南告昭約華（
；1788年3月31日—1851年4月2日），即拉瑪三世（Rama III），是暹罗（泰國）扎克里王朝第三代国王，1824年至1851年在位。《清實錄》稱之為鄭福，《大南實錄》稱之為沙多鋪丁。
按照泰國傳統慣例，帕南告以王妃而非王后之子的身份繼位十分罕見。他的繼位被一些外國觀察家認為是篡奪了诗素里延王后之子蒙固之位。
帕南告在位期間，暹羅於1826年至1829年期間鎮壓了寮國之亂，後來在1831年至1834年以及1841年至1845年兩次與越南發生戰爭。

## 早年与继位
拉玛三世原名塔（ทับ），是拉玛二世与诗素拉莱王妃的儿子。诗素拉莱来自暹罗南方的一个穆斯林贵族家庭。在1809年拉玛二世继位之后，原吞武里王朝国王达信（郑昭）的儿子刹帝利努七起兵反叛，自称国王。塔率兵成功平定了叛乱，其才能获得拉玛二世的赞赏，改名则沙达博丁，提升为负责管理通商和外交事务的部长。在任上，他熟悉了对外通商事务，并喜爱中国商品和文化。
自1817年副王玛哈·社那努拉病逝之后，副王一职便一直空缺。1824年，拉玛二世突然病逝。按照暹罗的惯例，国王死后由副王继位。如无副王，新王则由内阁高官推举产生。当时两名候选人，一人是则沙达，另一人是蒙固（即后来的拉玛四世）。则沙达以善于处理外交事务著称，而蒙固则是一名知识渊博的僧侣。最后经过投票，则沙达胜出，成为新的国王。

## 外交关系
拉玛三世在位期间试图重建与西方国家的联系。1822年英属东印度公司派约翰·克劳福出使暹罗，希望暹罗在第一次英缅战争中支持英国。拉玛三世为英国人提供了军舰和战象，以冲击缅甸人的要塞。他也派兵协助英国的军事行动。1826年，暹罗与英国签订《伯尼条约》，使双方成为盟友。1833年，美国总统安德鲁·杰克逊派特别代理埃德蒙·罗伯茨来到暹罗，签订《暹美友好通商條约》，兩國建立外交關係。
此外，拉玛三世于1826年遣使前往清朝朝貢，自稱鄭福，并请求册封。道光帝封其为暹罗国王。此后，又于1829年、1831年、1834年和1837年遣使赴清朝贡。

## 对外战争
1826年，老挝的万象王国国王昭阿努起兵反对暹罗的统治。翌年，拉玛三世派副王玛哈·沙迪蓬叻社、将军博丁德差前去讨伐，攻破万象。昭阿努逃往越南，向越南阮朝求救。越南的明命帝派兵进入老挝境内，声称要支援昭阿努，实际上想并吞老挝土地。不久暹罗军队就擒获了昭阿努，平定了这场叛乱。1837年，吉打苏丹国起兵反抗暹罗统治，被塔·汶那平定。
1833年，越南的黎文𠐤起兵反对明命帝，占据了嘉定城（今胡志明市），向暹罗求救。拉玛三世随即派兵协助黎文𠐤，並且入侵被越南控制下的柬埔寨。然而，越南成功抵御了暹罗的进攻，并最终平定了这场叛乱。不过，越南阮朝强行废除了柬埔寨王位，将安眉绑架到越南；又在柬埔寨施行的压迫和歧视政策，令柬埔寨人非常不满，起义此起彼伏。1841年，拉玛三世扶持柬埔寨的安东王子回国继位。暹罗军队在博丁德差的率领下夺取乌栋和金边。1845年，越南试图入侵柬埔寨，但失败。由于越南面临着法国入侵的危险，绍治帝不得不向暹罗妥协，最后结束了战争。

## 逝世
拉玛三世是一个虔诚的佛教徒，经常救济贫民、释放动物，因而深得民心。他还建立了许多寺院。他也是一名诗人。
1851年4月2日，拉玛三世在未指明继承人的情况下逝世。其同父异母弟蒙固继位。
今日50泰铢纸币背面印有拉玛三世的肖像。

## 頭銜
- 1788年–1808年：蒙昭·塔（หม่อมเจ้าทับ）
- 1808年–1813年：帕翁昭·塔（พระองค์เจ้าทับ）
- 1813年–1824年：頌德·帕昭·盧特·恭瑪·蒙·則沙達博丁（สมเด็จพระเจ้าลูกเธอ กรมหมื่นเจษฎาบดินทร์）
- 1824年–1851年：帕巴·頌德·帕·博龍·瑪哈拉差提拉·拉瑪鐵菩提（พระบาทสมเด็จพระบรมราชาธิราชรามาธิบดี）
- 四世王追贈：帕·巴·頌德·帕·博拉瑪提沃拉社他·瑪哈·則沙達博丁·帕南告昭約華（พระบาทสมเด็จพระปรมาธิวรเสรฐ มหาเจษฎาบดินทร์ฯ พระนั่งเกล้าเจ้าอยู่หัว）
- 六世王追贈：帕巴·頌德·帕·拉瑪鐵菩提·西辛達拉·瑪哈·則沙達博丁·帕南告昭約華（พระบาทสมเด็จพระรามาธิบดีศรีสินทรมหาเจษฎาบดินทร์ พระนั่งเกล้าเจ้าอยู่หัว）